# Медузы (фильм)
«Медузы» (ивр. מדוזות Meduzot) — поэтическая картина израильско-французского производства. Лауреат премии Каннского фестиваля за лучший кинодебют «Золотая камера», 2007.
Фильм основан на рассказе Ширы Геффен (שירה גפן) и срежиссирован её супругом, известным израильским писателем Этгаром Керетом (р. 1967).

## Сюжет и стиль
Действие фильма происходит в атмосфере Тель-Авива, затрагивая узнаваемые локусы: зал бракосочетаний и его задворки, полицейский участок, квартиры, больницы, улицы, молодёжный театр, приморскую гостиницу и побережье. Несколько сюжетных линий объединяются обращением к общим темам: семьи, одиночества и затруднённого общения. Сквозным персонажем проходит девушка-официантка (Сара Адлер), которая мистическим образом встречает на берегу моря маленькую неразговаривающую девочку. Пытаясь найти её родителей, главная героиня оказывается уволена с места своей работы, но таким образом находит отзывчивую и действенную подругу. Ряд ассоциаций с водой (течь и потоп в квартире, дождь, игрушечные кораблики, медуза на берегу, свадебный круиз) и завершающее возвращение малышки в море создают сложную эмоциональную палитру, в которой найденная девочка выступает воспоминанием и немым альтер эго главной героини.
Канвой для фильма служит стихотворение, написанное другой из героинь — невестой, по комическому недоразумению сломавшей ногу на собственной свадьбе. По совету врача молодожёны вынуждены изменить красивые планы на предстоящий медовый месяц в пользу неуютной тель-авивской гостиницы. Размышляя над рекламным буклетом несостоявшегося круиза на Карибы (и ревнуя мужа, рассказывающего о встрече с незнакомкой), молодая жена обводит изображённый на нём лайнер контуром бутылки и развивает этот образ. Последняя строчка стихотворения («внизу — медузы») замыкает смысловую структуру картины

## Признание
Помимо «Золотой камеры» (где «Медузы» опередили 32 других номинанта), на Каннском фестивале фильм получил приз молодёжных симпатий и приз SACD (en:Société des Auteurs et Compositeurs Dramatiques). Он также удостоился хвалебной рецензии в американском еженедельнике «Variety».
В июле 2007 фильм был номинирован в десяти категориях на премию израильской академии кино «Офир».